# Percepció de quòrum
La percepció de quòrum (Quorum sensing en anglès) és un sistema d'estímuls i respostes correlacionats amb la densitat de població. Moltes espècies de bacteris l'usen per coordinar l'expressió gènica d'acord amb la densitat de la seva població local. De manera similar, alguns insectes socials fan servir la percepció de quòrum per determinar on faran el niu o l'eixam. També la percepció de quòrum té aplicacions útils en els ordinadors i la robòtica.
La percepció de quòrum pot funcionar com un procés de prendre decisions en qualsevol sistema descentralitzat.

## Bacteris
Els bacteris fan servir la percepció de quòrum per coordinar certs comportaments basant-se en la densitat local de la població bacteriana. Es pot fer servir una gran varietat de molècules com a senyals cel·lulars. Les classes més comunes de molècules senyalitzants són els oligopèptids en els bacteris gram positius, el N-Acil Homoserina Lactona (AHL) en els bacteris gram negatius i una família d'autoinductors (AI-2) en ambdós tipus de bacteris.

### Tractaments mèdics antiquòrum
S'investiguen especialment els pèptids per a usos en immunologia i oncologia.